# Standard Edition
Standard Edition és una les obres d'art més conegudes de Rodney Graham. Es tracta d'una escultura híbrida que combina text i objecte. Actualment forma part de la col·lecció permanent del Museu d'Art Contemporani de Barcelona (MACBA).

## Autor
L'intel·lectualisme que impregna les obres de Rodney Graham no li ha impedit ser reconegut internacionalment. Amb una estètica freda i amb un llenguatge minimalista, bona part de les seves obres es plantegen com a comentaris visuals a textos i autors que han estat referents en la producció cultural occidental: Georg Büchner, Edgar Allan Poe, Herman Melville, Raymond Roussel i sobretot Sigmund Freud. Les seves obres (llibres, objectes escultòrics, pel·lícules, enregistraments musicals, performances, fotografies i pintures) sovint segueixen una lògica circular o de loop creada a partir de les representacions que alimenten la nostra imatge del món. D'altra banda, com Freud, Graham s'ha interessat i ha explorat la foscor, els somnis i la marginalitat.
Si bé Rodney Graham comparteix el llenguatge minimalista d'autors contemporanis com els que van formar el grup de Vancouver a finals dels seixanta (Ken Lum, Jeff Wall i Ian Wallace), les seves referències culturals centren la seva obra en l'element textual. Hereu de la tradició que arrenca amb Stéphane Mallarmé i Raymond Roussel i que entronca amb l'estructuralisme, Graham entén el text com a productor de significat.

## Descripció i anàlisi

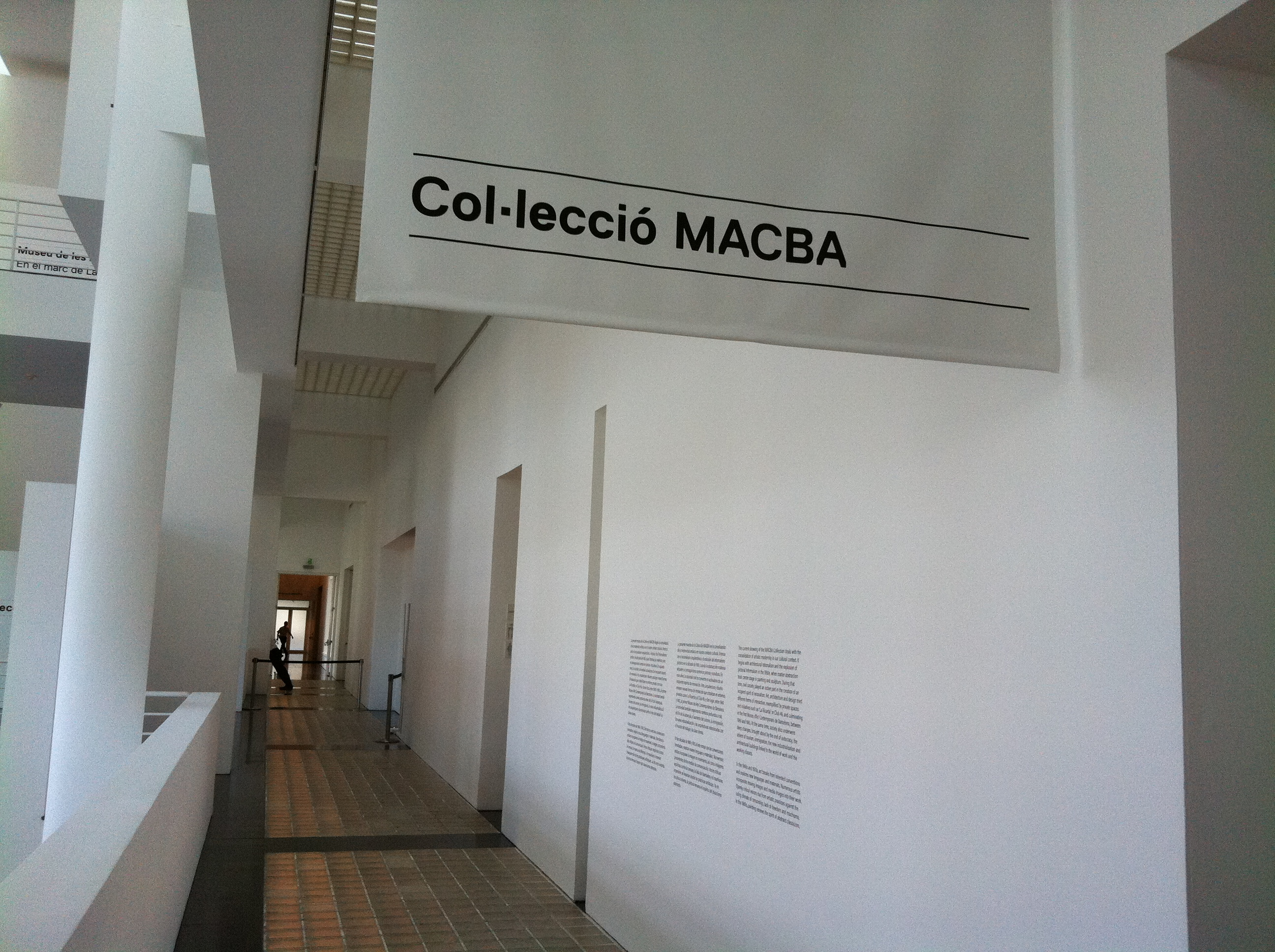
El Museu d'Art Contemporani de Barcelona, on es conserva l'obra

Les seves creacions d'objectes-llibre són una sèrie d'obres en què l'artista utilitza llibres d'autors dels segles xix i xx per convertir-los en una peça objectual. En alguns casos, folra llibres ja editats; en d'altres, intervé d'una manera visual en el text; i sovint dissenya capses i màquines de lectura o transforma el text en un objecte escultòric.
Standard Edition és una les obres més conegudes de l'autor. Graham situa els 24 volums de les obres completes de Freud en una caixa amb forma de lleixa de metall subjectada a la paret i hi intercala els llibres amb una lògica pragmàtica: és el gruix de cada volum el que determina la progressió dels espais buits. L'obra conté una clara referència al minimalisme de les caixes i espais cúbics de Donald Judd, un dels artistes visuals que ha influït més en Rodney Graham. Més que d'apropiació, i al·ludint a l'ús recurrent de llibres en les seves obres, Graham parla d'«indexació», en el sentit que el seu art s'annexa a obres ja existents, en aquest cas filosòfiques.

## Exposicions
- 10 de febrer de 2009 – 17 de maig de 2009: Museu d'Art Contemporani (Basilea)[1]